# Obvezna smer
Skupina Obvezna smer je nastala 1984 v Kranju. Toni Kapušin, ki je pred tem sodeloval v skupini Sibila s Heleno Blagne in Romano Kranjčan, se je skupini pridružil leta 1985 po prihodu iz vojske. 1986 je nova skupina na festivalu Pop delavnica zmagala s pesmijo Srce je popotnik. Skupina je z zmagovalno pesmijo čez noč postale izredno popularna in je nastopala širom Slovenije. Kmalu so izdali svoj prvenec, kaseto Srce je popotnik, ki je bila prodana v nakladi okoli 80.000 primerkov. Leta 1987 so s pesmijo Maj nastopili na Melodijah morja in sonca.
V osemdesetih so bili ena najpopularnejših skupin in s s hiti Srce je popotnik, Čez praznike spet bom doma, Zaplešiva draga ča-ča-ča, Komaj ti je 17 let, Maj, Moja Slovenija zabavali mlado in staro. Avtorji skladb so poleg članov skupine tudi Dejvi Hrušovar, Dušan Velkaverh, Ivan Sivec, Tomaž Kozlevčar, Martin Štibernik in  Karmen Stavec.
1988 bi morala skupina nastopiti s Heleno Blagne na Jugoviziji, vendar je Tadej Hrušovar pesem v zadnjem trenutku odstopil Moni Kovačič, ki je zasedla 12. mesto.
V začetku 90. let so si člani skupine ustvarili družine in dobili otroke in po nekaj menjavah članov po sedmih letih Obvezne smeri ni bilo več. Kapušin in basist Robi Lukač sta ustanovila trio, ki je okrog deset let nastopal na porokah, zabavah in različnih obletnicah. Leta 1998 pa so kot ponovno združeni s skladbo Ko pade noč nastopili na  Emi, kjer so bili med zadnjimi. 
Skupina je leta 2010 začela začela preporod, pričeli so nastopati koz 6-članska zasedba in v Športni dvorani Medvode praznovali 25-letnico delovanja.
Od leta 2012 po dobrem desetletju spet precej redno nastopajo v prenovljeni zasedbi.

## Zasedba
Originalna zasedba:1985–1987
- Slavko Vesel (bas kitara, vokal)
- Franci "Frenk" Kebler (kitara, vokal)
- Toni Kapušin (vokal, kitara, flavta, saksofon)
- Ivo Žavbi (klaviature, vokal)
- Dario Plesničar (bobni)

1992 
- Toni Kapušin (vokal, kitara, flavta)
- Ivo Žavbi (klaviature, vokal)
- Dušan Jež (bobni)
- Dušan Štrukelj (bas kitara)

1996:
- Toni Kapušin (vokal, kitara)
- Ivo Žavbi (vokal, klavijature)
- Robi Lukač (vokal, bas kitara)
- Miro Vuksanovič (vokal, bobni)

2000
- Toni Kapušin (vokal, kitara)
- Robi Lukač (bas kitara, vokal
- Sašo Novak (klaviature, harmonika, vokal)

2010
- Toni Kapušin (vodja, vokal)
- Robi Lukač (bas)
- Jure Klančar (klaviature, harmonika)
- Janez Pristavec (klaviature)
- Andrej Mohorič (kitara)
- Andrej Smrekar (bobni)

2012
- Toni Kapušin (vodja, vokal)
- Robi Lukač (bas kitara, vokal)
- Matic Čadež (klaviature, vokal)
- Andrej Smrekar (bobni, vokal)
- Franci "Frenk" Kebler (kitara, vokal)

## Diskografija
- Na veselici (1985) (KD 1572 ZKP RTV Ljubljana)
- Srce je popotnik (1986) (KD 1433 ZKP RTV Ljubljana) (80.000 prodanih izvodov, srebrna kaseta)
  - A-stran: Srce je popotnik, Dve ljubezni, O ljuba, Bilo nama je lepo, Sen kresne noči
  - B-stran: Čez praznike spet bom doma, Pusta Ljubljana, Milijon za mikrofon, Ljubljena, Ša-la-la
- Valovi ljubezni (1990) (KD 1990 ZKP RTV Ljubljana)
- Moja Slovenija (1992) (KD 1682 ZKP RTV Ljubljana)
- Obvezna smer 4 (1992) (KD 1840 ZKP RTV Ljubljana)
- Najlepših 12 (1993) (KD 2218 ZKP RTV Ljubljana) (kompilacija uspešnic)
- Jutro (1996) (Mandarina)
- Pojdi z menoj (2000) (Mandarina)

Radijski singli od leta 2010
- 2010: Zapri oči
- 2013: Tako lahko je reči ljubim te − z Anito Kralj
- 2019: Maj (remix 2019)
- 2020: Bilo je kratko, bilo je sladko